# カジメ
カジメ（搗布、未滑海藻、学名: Ecklonia cava）は、コンブ目コンブ科カジメ属に属する大型の褐藻の一種である。根のような付着器で岩に付着し、1本の茎（茎状部）の先端に葉（葉状部）がつき、その両縁から側葉が羽状に伸びている。多年生であり、大きなものは高さ2–3メートルになる。葉の表面はふつう平滑でシワはない。本州中部太平洋岸と瀬戸内海の一部に分布し、低潮線下で大規模な藻場（海中林）を形成する。古くは「かちめ（加知女）」ともよばれた。食用とされることもある。
類似種としてアラメがあるが、茎の先端が2叉に分かれること、葉にふつうシワがあることでカジメとは異なる。またカジメ属の中で、カジメの類似種としてクロメやツルアラメがあるが、これらも葉状部にシワがあること、またツルアラメは発達した匍匐枝（ストロン）をもつことなどで区別される。ただし遺伝子解析からは、カジメとクロメ、ツルアラメの間の境界が不明瞭であることが示され、クロメとツルアラメをカジメの亜種とすることが提唱されている。ただし以下では、クロメやツルアラメを含まない狭義のカジメについて解説する。

## 特徴
複相 (染色体を2セットもつ) で大きな胞子体と単相 (染色体を1セットもつ) で微小な配偶体の間で異形世代交代を行う。
胞子体は叉状分岐する付着器とそこから伸びる茎（茎状部）、およびその先端についた葉（葉状部）からなり、多年生（3–6年）で大きくなると高さ2–3メートルに達する。1年目の茎は短いが、発達した茎は円柱状で直径1–3センチメートル（ときに中空になる）、長いものは2メートルに達し、頂端では連続的に葉に移行する。1年目の葉は1枚の笹の葉状の中央葉のみであるが、やがてその両縁から側葉を生じ、これが発達する。中央葉は幅5–6センチメートル、中軸が厚く、長さ30–100センチメートルになる。中央葉の両縁から羽状に生じる側葉は幅4–6センチメートル、長さ30–60センチメートル、両縁からさらに二次側葉を生じることがある。側葉は1年間に数十枚形成、脱落を繰り返す。葉面にはふつうシワがなく、質は革質、色は暗褐色で乾燥すると黒くなる。茎や葉には粘液腔道がある。
カジメの近縁種であるクロメは、中央葉の中央部と縁辺部の厚みがほぼ同程度であり、葉にシワがある点などでカジメと区別されている。しかしこのような特徴をもつ個体のうち、東日本太平洋岸で見られるものは遺伝的にはカジメであることが示されている（下記参照）。一方で上記のようなカジメの特徴をもつ個体のうち、西日本や日本海側に生育するものは遺伝的にはそれぞれクロメやツルアラメであることが示されている。
夏から秋（場所によっては冬から春）にかけて、葉の表面に多数の遊走子嚢（単子嚢）からなる子嚢斑を形成する。遊走子嚢内で減数分裂を行い、2本鞭毛性の遊走子を形成、放出する。遊走子は岩など基質に付着し、微小な糸状体である配偶体へと発生する。配偶体は雌雄異株であり、雄性配偶体は造精器を形成、精子を放出、雌性配偶体は生卵器を形成し、受精卵は大きな胞子体へと成長する。染色体数は n = 30。

## 分布・生態
本州太平洋岸中部（房総半島南部から和歌山県）と瀬戸内海の一部に分布し、タイプ産地は神奈川県横須賀である。形態的にカジメと同定されるものは四国や九州の一部、日本海岸南部などからも報告されているが、これらは遺伝的にはクロメやツルアラメなどであることが示唆されている。
低潮線下20メートルまでの岩礁域に生育し、しばしば発達した藻場（海中林）を形成する。カジメによって構成された藻場はカジメ場ともよばれる。三重県志摩半島における調査では、3年周期で群落が更新されたことが報告されている。アラメと分布が重なる場所では、カジメはアラメより深い場所で藻場を形成する。カジメやその近縁種の藻場（カジメ・アラメ場）は沿岸域の動物にとって餌や生育場所として重要な存在である。

## 人間との関わり

### 名称
カジメは同属のクロメやツルアラメ、別属のアラメ、サガラメと形態的に類似しており、しばしば混同されている。地域によっては、アラメやツルアラメをカジメとよんでいる。そのため、食用などとして利用される"カジメ"（下記参照）はアラメなど別種であることもある。また西日本や日本海側で形態的にカジメとされてきたものは、遺伝的にはクロメやツルアラメであることが示唆されている（下記参照）。
カジメには別名も多く、ノロカジメ（茨城県）、ゴヘイカジメ、オサアラメ、アブラメ、オビラメ（千葉県）、アマダ、アマタ（静岡県）、アバタ、アモト、アンロク、イヌタ（三重県）、ウドン、アラメ（壱岐）などがある。

### 利用
カジメは味噌汁や煮物、佃煮、酢の物などとして食用とされることがあるが、消費量は多くはない。茨城県や千葉県、静岡県、長崎県などで利用されている。ただし上記のように、アラメなど類似種を"カジメ"と表記している例もある。
神奈川県鎌倉市では、海岸に漂着したカジメを養豚の飼料とし、「鎌倉海藻ポーク」が生産されている。また地方によっては、"カジメ"を浴槽に入れて入浴する「かじめ湯」という習慣がある。
カジメは、アルギン酸やヨウ素の原料、または肥料とされていた。
アラメなどの近縁種と同様、カジメの藻場はウニやアワビなど藻食性動物の餌や稚仔魚の育成場となり、沿岸域海産資源利用において極めて重要である。近年ではこのような藻場の衰退（磯焼け）が報告されており、高水温や透明度の低下、藻食性動物（ウニ、アイゴなど）による食害などが関わっていると考えられている。そのため、人為的なアラメ・カジメ類の藻場造成や藻場再生が行われることがある。
「搗布」は春の季語である。

### 歴史
カジメはおそらく古くから食用とされてきた（ただし上記のように、アラメなど類似種を"カジメ"と表記している例もある）。長屋王家木簡（奈良時代）には「未滑海藻」と記されたものがあり、『和名類聚抄』（平安時代中期）に「未滑海藻 加知女 俗用 搗布」とあることから、カジメのことであると考えられている。『大宝律令』（701年）にも「未滑海藻」が記され、『養老律令』（757年）では「未滑海藻」が調の1つに指定されているが、他の海藻（アマノリ、テングサ、ワカメ、ミル、アラメなど）よりも価値は低かった。カジメの産地として、中世には駿河国が、『毛吹草』（1645年）では掛川（遠江国）が挙げられている。『料理物語』（1643年）では、カジメの料理として「ひや汁」や「あぶりさかな」が記されている。また明治初期には、カジメの産地として宮城県、福島県、茨城県、千葉県、神奈川県が報告されている（ただし房総半島以北にはカジメは分布しておらず、このような地域ではアラメがカジメとよばれる）。

## 分類
カジメ属（Ecklonia）の中でカジメに類似した分類群として、クロメやツルアラメが知られている。クロメは、葉面にシワができること、老成しても茎が中空にならないこと、中央葉がカジメほど厚くなく、中央部と縁辺部の厚みがほぼ同程度であることでカジメと区別される。またツルアラメは茎の基部から横に伸びる匍匐枝（ストロン、匍匐根枝、匍匐茎）をもち、そこから新しい藻体が生じること、葉面にシワができること、中央葉の中央部と縁辺部の厚みが同程度であること、側葉があまり発達しないことでカジメと区別される。
しかしカジメとクロメの差異となる特徴は環境条件による変異も大きく、詳細な比較からは両者は明瞭に分けられないことが示されている。またカジメとクロメ、ツルアラメの交配実験では、全ての組み合わせで正常な胞子体が形成されたことが報告されている。またこの報告では、これら3種と別属に分類されることが多いアラメとの間でも、交雑が可能であることが示されている。
その後 Akita et al. (2020) による遺伝子解析から、カジメとクロメ、ツルアラメの形態的差異と遺伝的な差異が必ずしも一致しないことが示されている。このように種の境界が不明瞭であることから、クロメとツルアラメをカジメの亜種とすることが提唱されている（下表）。
| カジメの種内分類の一例 - カジメ Ecklonia cava Kjellman, 1885 シノニム: ヒロハカジメ Ecklonia latifolia Kjellman, 1885 - クロメ Ecklonia cava subsp. kurome (Okamura) S. Akita, K. Hashimoto, Hanyuda & H. Kawai, 2020 シノニム: Ecklonia kurome Okamura, 1927 - ツルアラメ Ecklonia cava subsp. stolonifera (Okamura) S. Akita, K. Hashimoto, Hanyuda & H. Kawai, 2020 シノニム: Ecklonia stolonifera Okamura, 1913 - Ecklonia cava var. kuromeoides S. Akita, K. Hashimoto, Hanyuda & H. Kawai, 2020 |

カジメ属はレッソニア科（Lessoniaceae; カジメ科ともよばれた）に分類されることもあるが、分子系統学的研究からはコンブ科に分類することが支持されている。またアラメ属（Eisenia）はカジメ属に近縁であり、カジメ属に含めることも提唱されているが、一方で詳細な解析からは両者を分けることも支持されている。